# Mackenzie Crook

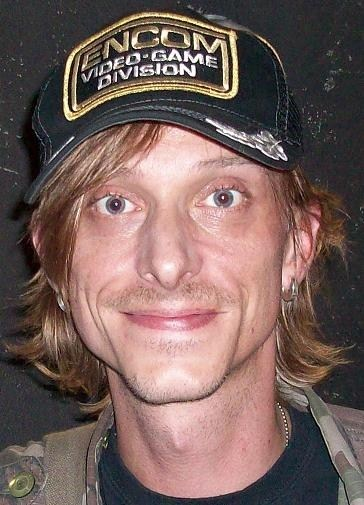
Mackenzie Crook (2009)

Mackenzie Crook (* 29. September 1971 in Maidstone, Kent, England) ist ein britischer Schauspieler, Drehbuchautor und Regisseur.

## Leben
Mackenzie Crook wurde durch seine Rolle als Gareth Keenan in der BBC-Fernsehserie The Office bekannt. Darüber hinaus war er im Jerry-Bruckheimer-Film Fluch der Karibik als Ragetti und 2004 in Michael Radfords Verfilmung von William Shakespeares Der Kaufmann von Venedig in der Rolle des Launcelot Gobbo zu sehen. Weitere Filme, in denen Crook zu sehen war, sind Wenn Träume fliegen lernen und Brothers Grimm. 2013 spielte er in der 3. Staffel der TV-Fantasyserie Game of Thrones die Rolle des Orell.
Er schrieb und inszenierte die von 2014 bis 2017 ausgestrahlte BBC-Serie Detectorists und übernahm außerdem die Hauptrolle des Andy Stone. Seit 2018 spielt er in der Serie Britannia den Druiden Veran und in der zweiten Staffel auch dessen Bruder Harka.

## Filmografie (Auswahl)
Film
- 2003: Fluch der Karibik (Pirates of the Caribbean: The Curse of the Black Pearl)
- 2004: Der Kaufmann von Venedig (The Merchant of Venice)
- 2004: Wenn Träume fliegen lernen (Finding Neverland)
- 2005: Brothers Grimm (The Brothers Grimm)
- 2006: Land of the Blind
- 2006: Pirates of the Caribbean – Fluch der Karibik 2 (Pirates of the Caribbean: Dead Man’s Chest)
- 2007: Pirates of the Caribbean – Am Ende der Welt (Pirates of the Caribbean: At World’s End)
- 2007: I Want Candy
- 2008: City of Ember – Flucht aus der Dunkelheit (City of Ember)
- 2008: 3 und raus! (Three and Out)
- 2009: Solomon Kane
- 2011: Ironclad – Bis zum letzten Krieger (Ironclad)
- 2011: Die Abenteuer von Tim und Struppi – Das Geheimnis der Einhorn (The Adventures of Tintin)
- 2013: In Secret – Geheime Leidenschaft (In Secret)
- 2013: One Chance – Einmal im Leben (One Chance)
- 2014: Muppets Most Wanted
- 2018: Christopher Robin
- 2019: Tales from the Lodge

Fernsehen
- 2001–2003: The Office (14 Episoden)
- 2003: Popetown (10 Episoden)
- 2009: Skins – Hautnah (Skins, Episoden 3x02–3x03)
- 2009: Demons (2 Episoden)
- 2010: Merlin – Die neuen Abenteuer (Merlin, Episode 2x01)
- 2013: Game of Thrones (6 Episoden)
- 2013–2014: Almost Human (13 Episoden)
- 2014–2022: Detectorists (20 Episoden)
- 2015: Yonderland (3 Episoden)
- 2017–2021: Britannia (25 Episoden)